# Blomkålsöra
Blomkålsöra eller brottaröra är en missbildning av örat, vanligen orsakat av smällar mot ytterörat. Tillståndet är vanligt hos utövare av rugby, brottning, judo, boxning och MMA. En del utövare lindar huvudet eller använder skydd för att skona öronen.
Liknande förändringar kan även uppstå som följd av inflammationer till exempel orsakade av piercing.

## Orsak och behandling
Smällar mot ytterörat kan orsaka en blödning mellan broskhinna och brosk, så kallat othematom. Obehandlat kan detta leda till en bestående formförändring av örat. Tillståndet kan behandlas genom bedövning, punktering med grov nål och aspiration. Efter detta sys tryckförband fast på örat och antibiotikaprofylax ges. I regel görs detta av ÖNH-specialist.